# Доннелли, Джей
Джей Доннелли (англ. Jay Donnelly; род. 10 апреля 1995, Белфаст, Северная Ирландия) — североирландский футболист, нападающий клуба «Гленторан».
В сезоне 2014/15 дебютировал в премьершипе Северной Ирландии и играл за команду «Клифтонвилл» до ноября 2018 года, когда был выведен из состава после того, как был признан виновным в распространении непристойного изображения несовершеннолетней (в июне 2016 года он сфотографировал 16-летнюю девушку во время их занятий сексом по обоюдному согласию и отправил фото другу и ряду игроков «Клифтонвилла» через WhatsApp, после чего фотография просочилась в социальные сети). Доннелли признал свою вину и в январе 2019 года был приговорён к 4 месяцам тюремного заключения, но был освобождён под залог до рассмотрения апелляции, впоследствии срок был уменьшен до 3 месяцев. 11 апреля 2019 года «Клифтонвилл» объявил о расторжении контракта с футболистом. Ирландской футбольной ассоциацией он был отстранён от футбола до 1 сентября 2019 года.
В январе 2020 года подписал контракт с клубом одной из региональных лиг «Белфаст Селтик».
В сентября 2020 года перешёл в клуб премьершипа «Гленторан».
Брат Рори — также футболист.